# Matussiw
Matussiw (ukrainisch Матусів, russisch Матусов Matussow) ist ein Dorf in der Oblast Tscherkassy im Zentrum der Ukraine mit etwa 3228 Einwohnern (20.09.2024).

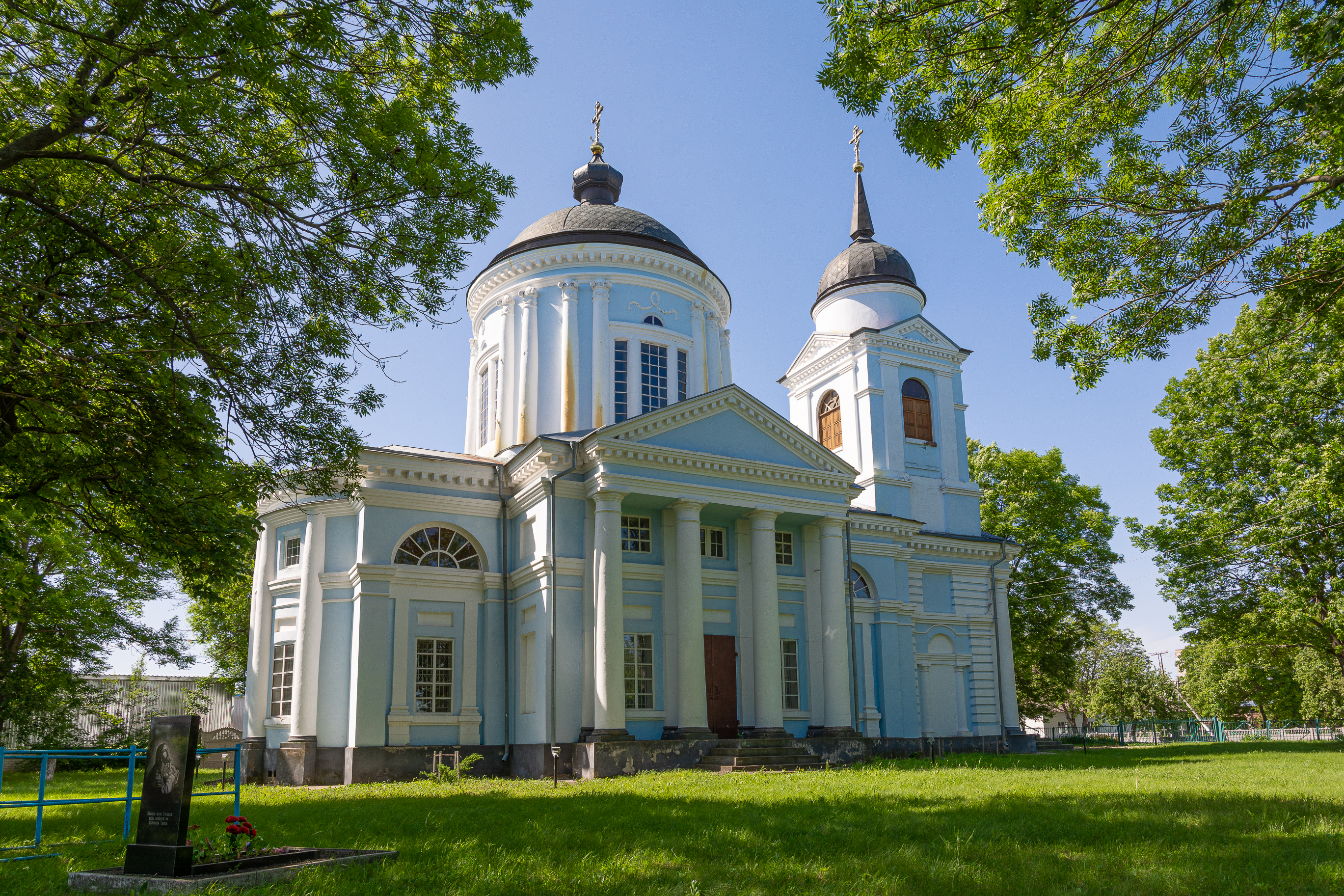
Kirche im Ort

Das Dorf liegt am Hnylyj Taschlyk (Гнилий Ташлик), einem 66 Kilometer langen Nebenfluss des Tjasmyn 16 km nordöstlich vom ehemaligen Rajonzentrum Schpola und 64 km südwestlich vom Oblastzentrum Tscherkassy.

## Verwaltungsgliederung
Am 7. April 2017 wurde das Dorf zum Zentrum der neugegründeten Landgemeinde Matussiw (Матусівська сільська громада/Matussiwska silska hromada). Zu dieser zählen auch das Dorf Stanislawtschyk, bis dahin bildete es die gleichnamige Landratsgemeinde Matussiw (Матусівська сільська рада/Matussiwska silska rada) im Nordosten des Rajons Schpola.
Am 17. Juli 2020 kam es im Zuge einer großen Rajonsreform zum Anschluss des Rajonsgebietes an den Rajon Swenyhorodka.
Folgende Orte sind neben dem Hauptort Matussiw Teil der Gemeinde:
| Name                     | Name         | Name                           |
| ukrainisch transkribiert | ukrainisch   | russisch                       |
| ------------------------ | ------------ | ------------------------------ |
| Stanislawtschyk          | Станіславчик | Станиславчик (Stanislawtschik) |

## Persönlichkeiten
- Am 2. Juli 1925 wurde in Matussiw die Mathematikerin Olga Arsenjewna Oleinik († 2001 in Moskau) geboren.
- Der Kugelstoßer Oleksandr Bahatsch kam am  21. November 1966 im Dorf zur Welt.